# 乌干达议会
乌干达议会（英語：Parliament of Uganda）是乌干达的国家立法机关。乌干达实行一院制，2021年以前理論共445席，其中，290席屬直接選舉，112席由婦女選出，25席屬於預留的特殊席位：軍方10席、殘疾人5席、青年人5席、勞工5席，另有18席由總統委任。2005年烏干達進行政治改革，議會開始多黨制選舉。目前，每届议会的任期爲5年，國務委員會是負責協調總統與議會之間的機構。2016年選出的第10屆議會中，烏干達議會的多數黨即烏干達執政黨是全國抵抗運動，另有三個持有議席的反對黨：民主變革論壇、民主黨、烏干達人民大會黨。
在2021年大選後，新一屆議會增至529席。